# Bullens kokbok
Bullens kokbok är en svensk kokbok utarbetad av Erik "Bullen" Berglund och Elsa Berglund 1930.
Boken har utkommit i flera upplagor, senast 2003. Däribland som Husmoderns presentbok i tre volymer 1934 på Åhlén & Åkerlunds förlag. 
Kokboken är influerad av det franska köket, men innehåller också recept som Bullens gökägg, Bullens oxrullader och Kokt röding à la Elsa.